# Grotta di Massabielle
La grotta di Massabielle è una grotta naturale di Lourdes, situata all'interno del santuario di Nostra Signora di Lourdes, divenuta dal 1858 luogo di pellegrinaggio cristiano a seguito delle apparizioni della Vergine Maria cui avrebbe assistito Bernadette Soubirous.

## Storia e descrizione
La grotta di Massabielle, il cui nome deriva dal dialetto locale della Bigorre, corrispondente al francese Massavielle, cioè "roccia vecchia", è una cavità carsica alta poco meno di quattro metri, larga e profonda circa nove e presenta all'interno circa una decina di nicchie: data la sua natura, la roccia si presenta liscia e umida; nei pressi della grotta, dove un tempo si portavano a pascolare maiali e per questo anche conosciuta come "tana dei maiali", scorre il fiume Gave de Pau.

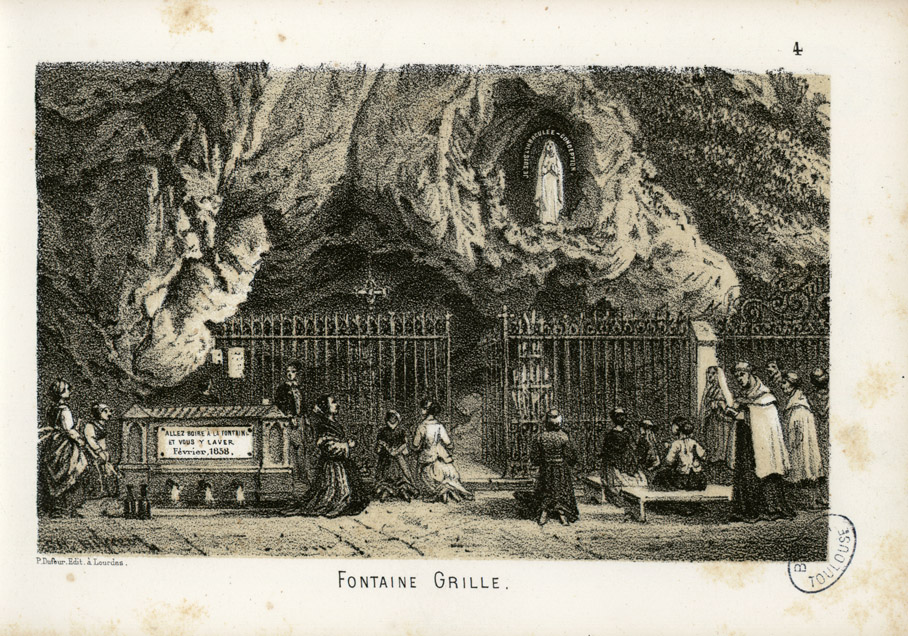
Immagine d'epoca della grotta

Dal 1858 la grotta è diventata meta di pellegrinaggio religioso, in quanto, in una nicchia al suo interno, dove oggi è posta una statua raffigurante l'Immacolata Concezione, opera del 1864 dello scultore Joseph-Hugues Fabisch, sarebbe apparsa la Vergine Maria a una pastorella di nome Bernadette Soubirous: due epigrafi ricordano il luogo dove questa ha pregato durante la prima apparizione e il vecchio corso del fiume. Nel corso degli anni la grotta ha subito diversi interventi che in parte ne hanno modificato l'aspetto per renderla più accessibile ai pellegrini, mentre al di sopra di essa è stata costruita la basilica dell'Immacolata Concezione. L'interno è adornato con un altare in pietra e un grosso candelabro ed è devozione dei pellegrini toccare la roccia lungo tutta la cavità, tant'è che con il passare degli anni questa è diventata lucida. Per alcuni anni, nel periodo subito dopo le apparizioni, l'accesso alla grotta è stato interdetto da un cancello in ferro, mentre lungo tutto il costone erano esposte numerose stampelle donate come ex voto, poi rimosse.
All'interno della grotta, protetta da una lastra di vetro, è la sorgente ritrovata dalla stessa Bernadette nel luogo in cui la Madonna le chiese di scavare: si tratta di una delle otto sorgenti della zona che alimentano il fiume e le sue acque vengono bevute dai pellegrini e utilizzate per il bagno nelle piscine poste a poca distanza, a disposizione degli ammalati e dei fedeli in generale, come segno del rinnovamento del battesimo e di purificazione; sotto la cavità, un cofanetto in metallo permette di raccogliere preghiere e intenzioni.